# Енграма
Енгра́ма (грец. έν — перебування в якому-небудь стані або дії + грец. Γράμμα) — термін, введений в обіг німецьким зоологом і біологом Річардом Симоном на початку XX століття. У теорії мнемізму енграма — це фізична звичка чи біохімічний слід пам'яті на протоплазмі організму, залишений повторним впливом подразника.
Дослідження точного механізму енграм тривало декілька десятиліть.

## Загальні відомості
Стимули або подразники залишають чіткі сліди (енграми) на протоплазмі тварини або рослини. Коли дія цього подразника регулярно повторюється, це створює звичку, яка залишається в протоплазмі після припинення дії подразника.
Гіпотетичний слід пам'яті. За змістом розрізняють два види енграм: образи (відображення статичної структури об'єкта) і моделі дій (програми).
По ієрархічних рівнях складності розрізняють первинні енграми, асоціації енграм (дві взаємопов'язані енграми) і асоціативні мережі енграм.